# Baurene
Baurene (bulgariska: Баурене) är ett distrikt i Bulgarien.   Det ligger i kommunen Obsjtina Krivodol och regionen Vratsa, i den nordvästra delen av landet, 80 kilometer norr om huvudstaden Sofia.
Trakten runt Baurene består till största delen av jordbruksmark. Runt Baurene är det ganska tätbefolkat, med 104 invånare per kvadratkilometer.